# رزیدنت ایول (بازی ویدئویی ۲۰۰۲)
رزیدنت ایول که در ژاپن با نام بایوهزرد (به ژاپنی: バイオハザード, baiohazādo) شناخته می‌شود، یک بازی ویدئویی در سبک ترس و بقا است که توسط استودیو ۴ کپ‌کام توسعه یافته و به‌وسیلهٔ کپ‌کام در مارس ۲۰۰۲ برای کنسول گیم‌کیوب منتشر شده‌است. این بازی به عنوان نسخه بازسازی شده رزیدنت ایول (۱۹۹۶) برای کنسول پلی‌استیشن، و نخستین قسمت از مجموعه بازی‌های رزیدنت ایول محسوب می‌شود. داستان بازی در سال ۱۹۹۸، و در نزدیکی ایالت‌های غرب میانه آمریکا و شهر خیالی راکون روایت می‌شود، که در آن مجموعه‌ای از قتل‌های عجیب اتفاق افتاده‌است. بازیکنان کنترل شخصیت کریس ردفیلد یا جیل ولنتاین، مأموران استارز را بر عهده می‌گیرند، که برای تحقیقات در مورد این قتل‌ها به شهر اعزام شده بودند. شینجی میکامی کارگردان بازی می‌باشد، که همچنین طراح و کارگردان نسخه اصلی رزیدنت ایول نیز بود.
در سال ۲۰۰۸، نسخه‌ای سازگار شده از این بازی، دارای یک سیستم کنترل جدید برای کنسول وی عرضه شد. همچنین در سال ۲۰۱۵، نسخهٔ با گرافیک اچ‌دی این بازی برای پلتفرم‌های مایکروسافت ویندوز، پلی‌استیشن ۳، پلی‌استیشن ۴، اکس‌باکس ۳۶۰، و اکس‌باکس وان در دسترس قرار گرفت که با واکنش مثبت از سوی منتقدان همراه بود.

## گیم پلی
رزیدنت اویل یک بازی ترس و بقا است که در آن بازیکن شخصیت روی صفحه را از منظر سوم شخص کنترل می‌کند. برای پیشروی، بازیکن باید یک عمارت و مناطق اطراف آن را کاوش کرده و در عین حال هیولاهای بازی از جمله زامبی‌ها و عنکبوت‌های غول پیکر فرار کرده یا آنها را شکست دهد. بازیکن می‌تواند درها را باز کند، اشیاء خاصی را هل دهد، از موانع بالا برود و اقلام را بردارد. هنگامی که یک آیتم برداشته می‌شود، درموجودی بازیکن ذخیره می‌شود که بازیکن می‌تواند در هر زمان به آن دسترسی داشته باشد. اقلام موجود در موجودی را می‌توان برای حل پازل‌ها و دسترسی به مناطقی که قبلاً غیرقابل دسترس بودند مورد استفاده قرار داده، آن‌ها را بررسی کرد یا با هم ترکیب نمود. موجودی بازیکن تعداد معینی جا دارد و بازیکن اغلب باید اقلام را از موجودی به جعبه‌های ذخیره‌سازی واقع در مناطق خاصی منتقل کرده تا بتواند فضا را مدیریت کند.
اگرچه بازیکن می‌تواند از اسلحه خود برای کشتن هیولاها استفاده کند، اما تأکید رزیدنت اویل با ارائه مهمات محدود به بازیکن بر فرار از مبارزه است. بازیکن دارای مقدار محدودی جان دارد که در صورت حمله هیولاها کاهش می‌یابد. بازیکنان می‌توانند با جمع‌آوری و استفاده از گیاهانی که می‌توانند با گیاهان دیگر برای افزایش قدرت شفابخشی آن‌ها مخلوط شوند، سلامتی خود را به دست آورند. برخی از هیولاها نیز می‌توانند بازیکن را با اثر مسمومیت آلوده کنند که به مرور زمان سلامت بازیکن را تحلیل می‌برد تا زمانی که سم با سرم یا گیاهان مخصوص درمان شود. زامبی‌هایی که کشته شده اما سرشان قطع نشده یا سوزانده نمی‌شوند، در نهایت احیا شده و به شکل زامبی سریع‌تر و مرگبارتر جهش پیدا می‌کنند.
بازیکن می‌تواند کریس ردفیلد یا جیل ولنتاین را کنترل کند که هر کدام مزایا و معایبی دارند. برای مثال، کریس مقدار سلامتی بالاتری و حملات قدرتمندتری دارد، اما جیل می‌تواند آیتم‌های بیشتری را حمل کند و قفل درب‌های خاصی باز کند. هر دو شخصیت می‌توانند از آیتم دفاعی استفاده کرده که می‌تواند باعث شود وقتی دشمن آن‌ها می‌گیرد آسیبی نبینند. این سلاح‌های دفاعی شامل یک خنجر و یک سلاح منحصر به فرد برای هر کدام است: جیل می‌تواند از یک تِیزِر استفاده کند و کریس می‌تواند نارنجک‌های را در دهان زامبی‌ها فروکرده و آنها را با شلیک اسلحه خود منفجر کند. سلاح‌های دفاعی محدود هستند و تنها زمانی می‌توان از آنها استفاده کرد که هیولا بازیکن را گرفته باشد.
این بازی دارای یک نقشه است که به بازیکنان کمک می‌کند تا در مناطق مختلف بازی بگردند. علاوه بر این، بازیکن می‌تواند نقشه‌های بخش‌های خاصی را برای نشان دادن مناطق ناشناخته بردارد. برای سیو بازی نیز، بازیکنان باید جوهر پیدا کرده و از آنها با ماشین تحریر استفاده کنند. بازی دارای تعداد محدودی از نوارهای جوهر است، بنابراین بازیکنان نمی‌توانند پیشرفت خود را هر چند بار که می‌خواهند ذخیره کنند. داستان به مقدار جزئی توسط شخصیتی که بازیکن برای بازی انتخاب می‌کند، تغییر می‌کند و انتخاب‌های خاصی که بازیکن در بازی انجام می‌دهد می‌تواند بر جهت پیشرفت بازی و پایان آن تأثیر بگذارد. پس از اتمام بازی تحت یک درجه سختی مشخص و مدت زمان خاص، بازیکن ممکن است لباس‌های مخفی را برای شخصیت‌های اصلی، سلاح‌های جایزه و درجه سختی‌های ویژه باز کند.

## داستان
در ۲۴ جولای ۱۹۹۸، تعدادی قتل عجیب و غریب در حومه شهر راکون سیتی در غرب میانه رخ می‌دهد. گروه تاکتیک‌های ویژه و خدمات امداد و نجات (استارز) (STARS) اداره پلیس شهر راکون مأمور می‌شوند تا واقعه را بررسی کنند. پس از قطع ارتباط با تیم براوو، تیم آلفا برای بررسی ناپدید شدن آنها اعزام می‌شود. تیم آلفا هلیکوپتر سقوط کرده تیم براوو را پیدا می‌کند و در محل فرود می‌آید، در آن جا آنها توسط یک دسته از سگ‌های هیولا مورد حمله قرار می‌گیرند و یکی از افرادشان کشته می‌شود. برد ویکرز خلبان هلیکوپتر تیم آلفا می‌ترسد و به تنهایی بلند می‌شود، بنابراین اعضای باقی مانده (کریس ردفیلد، جیل ولنتاین، آلبرت وسکر و بری برتون) به یک عمارت متروکه پناه می‌برند و در آنجا از هم جدا می‌شوند.
شخصیت کنترل شده توسط بازیکن (کریس یا جیل) چندین عضو تیم براوو، از جمله کنت جی. سالیوان که یک زامبی در حال خوردن جنازه اش است، ریچارد آیکن که یا توسط یک مار سمی غول پیکر کشته می‌شود یا توسط یک کوسه خورده می‌شود، فورست اسپیر، که ابتدا به صورت مرده پیدا شده و بعداً به شکل یک زامبی زنده می‌شود و رهبر تیم براوو، انریکو مارینی را پیدا می‌کند. انریکو مارینی قبل از این که توسط یک شخص ناشناس کشته شود، فاش می‌کند که یکی از اعضای تیم آلفا خائن است. ربکا چمبرز تنها بازمانده تیم براوو نیز به کریس می‌پیوندد. شخصیت کنترل شده توسط بازیکن می‌فهمد که یک سری آزمایش‌های غیرقانونی توسط یک تیم تحقیقاتی مخفی تحت نظارت شرکت بیوپزشکی آمبرلا انجام شده‌است. موجوداتی که در عمارت و مناطق اطراف آن پرسه می‌زنند، نتایج این آزمایش‌ها هستند که باعث شده‌اند پرسنل و حیوانات عمارت معرض یک عامل بیولوژیکی بسیار مسری و جهش زا به نام ویروس تی قرار گیرند.
شخصیت کنترل شده توسط بازیکن یک آزمایشگاه مخفی زیرزمینی حاوی آزمایش‌های آمبرلا را کشف می‌کند. در آنجا، جیل یا کریس دیگری را در یک سلول زندان پیدا کرده و با وسکر در حال برنامه‌ریزی تایرنت، یک سلاح زیستی انسان‌نما، است روبرو می‌شود. وسکر فاش می‌کند که یک مأمور دوجانبه است که برای آمبرلا کار می‌کند و قصد دارد از تایرنت برای کشتن اعضای STARS استفاده کند. بعد از آن، ظاهراً وسکر کشته می‌شود و شخصیت کنترل شده توسط بازیکن تایرنت را شکست می‌دهد. پس از فعال کردن سیستم خود تخریبی آزمایشگاه، شخصیت کنترل شده توسط بازیکن به باند هلی کوپتر رسیده و برای فرار کردن با براد تماس می‌گیرد. پایان بازی بسته به اقدامات بازیکن در نقاط کلیدی تغییر می‌کند: در بهترین پایان، اعضای تیم بازمانده پس از آن که دوباره تایرنت را شکست می‌دهند با هلیکوپتر فرار می‌کنند. در بدترین پایان، عمارت سالم باقی می‌ماند و شخصیت کنترل شده توسط بازیکن تنها بازمانده این اتفاق خواهد بود.

## توسعه بازی

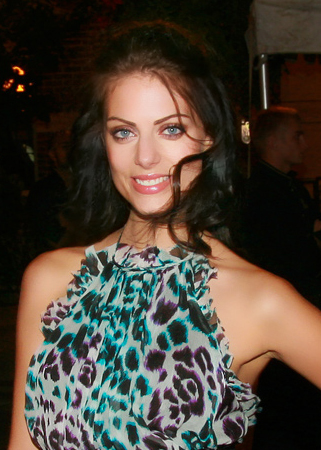
جولیا وُث، مدل کانادایی منبع الهام طراحی چهره و ظاهر فیزیکی جیل ولنتاین

رزیدنت اویل توسط استودیو شماره ۴ کپکام و به کارگردانی شینجی میکامی، که رزیدنت اویل اصلی را برای کنسول پلی استیشن طراحی و کارگردانی کرده بود، توسعه یافت. این بازی بخشی از قرارداد انحصاری بین کپکام و نینتندو برای انتشار بازی‌های قبلی و جدید رزیدت اویل بر روی گیم کیوب بود. برخلاف رزیدنت اویل ۲، رزیدنت اویل ۳: نمسیس و رزیدنت اویل: کد ورونیکا که روی گیم کیوب پورت شده بودند، میکامی تصمیم گرفت بازی اصلی را بازسازی کند. چرا که احساس می‌کرد که گرافیک آن قدیمی شده‌است و این باعث می‌شود بازیکنان جدید از آن لذت نبرند. برنامه‌نویس تیم، یاسوهیرو آنپو، نیز ترجمه ضعیف بازی اصلی را دلیل دیگری برای بازسازی عنوان کرد. میکامی احساس می‌کرد که گیم کیوب به او اجازه می‌دهد تا بازی را به آن چیزی که قبلاً در نظر داشت نزدیک‌تر کند. همان‌طور که تاد تورسون، مدیر بازاریابی کپکام گفته: هدف اصلی «دستیابی به تصاویری با کیفیت فیلم‌های سینمایی و ایجاد تعلیق و ترس بیشتر از نسخه اصلی» بود.
تولید بازی در ابتدای سال ۲۰۰۱ با تیمی متشکل از چهار برنامه‌نویس آغاز شد. از آنجایی که رزیدنت اویل یکی از اولین بازی‌های کپکام بود که برای گیم کیوب توسعه می‌یافت، تیم توسعه مجبور شد عملکرد سیستم کنسول را مطالعه کند. در ابتدا افراد تیم توسعه ایجاد محیط‌ها با استفاده انیمیشن‌های گرافیکی رایانه‌ای را در نظر داشت، اما متوجه شدند که این رویکرد برای دستیابی به گرافیک واقع گرایانه به ظرفیت سخت‌افزاری و پردازش بیش از حد نیاز دارد. در نتیجه گرافیک نسخه بازسازی شده دارای مدل‌های سه بعدی موجود در پس‌زمینه‌های از پیش پردازش شده همانند بازی‌های نخستین رزیدنت اویل است. با وجود این، دوربین پویاتر بوده و می‌تواند بازیکن را در زوایای مختلف نشان دهد. پس‌زمینه‌ها همچنین از جلوه‌های ذره‌ای برای شبیه‌سازی افکت‌هایی مانند آب خرشان یا تاب خوردن شاخه‌های درخت استفاده می‌کنند. اولویت بازی ایجاد ترس در بازیکنان بود، و بسیاری از پس‌زمینه‌های بازی طوری طراحی شده بودند که کنتراست بالایی بین تاریکی و روشنی داشته باشند که در آن‌ها دشمنان به‌طور غیرمنتظره ظاهر می‌شوند.
در ابتدا، توسعه دهندگان قصد داشتند فقط گرافیک را ارتقا داده و گیم پلی بازی را تغییر دهند. با این حال با نزدیک شدن به اتمام بازی، کپکام شروع به ایجاد تغییرات اساسی‌تر کرد. به عنوان مثال، موجودی به گونه ای گسترش یافت تا بازیکنان بتوانند یک آیتم استاندارد مانند قفل باز کن جیل را حمل کنند. این در حالی بود که آیتم‌های دفاعی که در ابتدا در موجودی گنجانده می‌شدند، جهت آسان‌تر کردن بازی نسبت به نسخه اصلی اضافه شده بودند. سازندگان در ابتدا قصد داشتند همه دشمنان را نامرئی کنند، اما این ایده کنار گذاشته شد؛ زیرا باعث می‌شد که بازسازی بازی بسیار متفاوت از بازی اصلی باشد. با این حال، آنها زامبی‌ها را طوری طراحی کردند که در نهایت بتوانند پس از کشته شدن دوباره زنده شوند. توسعه دهندگان مناطق جدیدی را برای گست و گذار بازیکن اضافه کردند، اکثر پازل‌ها را تغییر دادند و یک مکانیزم کنترلی جدید را گنجاندند که به موجب آن بازیکنان شخصیت‌های خود را با فشار دادن دکمه R در کنترلر گیم کیوب حرکت می‌دادند و آنها را با آنالوگ هدایت می‌کردند. موردی دیگری که اضافه شد، یک خرده داستان شامل شخصیت لیزا تره‌ور است که از بازی اصلی کنار گذاشته شده بود. به جای استفاده از کلمات توصیف کننده درجه سختی، میکامی تصمیم گرفت که بازی سوالات منحصر به فردی را بپرسد تا باعث شود بازیکن درجه سخت (Hard) را انتخاب کند.
کپکام از یک سری از بازیگران تست گرفت تا طراحان شخصیت بتوانند از آن‌ها به عنوان چهره شخصیت‌ها استفاده کنند. چهره قهرمانان بر اساس چهره افراد واقعی بود و از ضبط حرکت برای حرکت دادن مدل‌های آنها استفاده شد. حدود ۶۰ درصد از حرکات شخصیت‌ها بر اساس داده‌های گرفته شده ضبط حرکت بودند، در حالی که باقی اجزای مربوط به حرکت شخصیت‌ها کاملاً از اول ساخته شده بودند. در ابتدا توسعه دهندگان برای توسعه سیستمی برای انیمیشن‌های گرافیکی کامپیوتری دچار مشکل شده بودند. هر چند که بالاخره نینتندو به کپکام کمک کرد و مشکلات در نهایت حل شد. کپکام همچنین صداپیشگان جدیدی را استخدام و فیلمنامه بازی را بازنویسی کرد تا (وقایع) داستان قانع‌کننده‌تر شود. این بازی در طول یک سال و دو ماه توسعه یافت. مراحل نهایی توسعه بسیار پرفشار بود، چرا که برنامه نویسان مجبور بودند دو ماه متوالی بدون هیچ روز مرخصی کار کنند تا به ضرب الاجل تعیین شده برسند. رزیدنت اویل در مارس ۲۰۰۲ در ژاپن، در آوریل ۲۰۰۲ در آمریکای شمالی و در سپتامبر ۲۰۰۲ در اروپا منتشر شد.

## استقبال مخاطبان و منتقدان
| تجمیع کننده | امتیاز |
| ----------- | ------ |
| Metacritic  | ۹۱/۱۰۰ |

| مجله / سایت    | امتیاز |
| -------------- | ------ |
| AllGame        | ۴٫۵/۵  |
| Edge           | ۸/۱۰   |
| Famitsu        | ۳۹/۴۰  |
| GamePro        | ۴٫۵/۵  |
| GameRevolution | A-     |
| GameSpot       | ۸٫۹/۱۰ |
| GameSpy        | ۴٫۵/۵  |
| IGN            | ۹٫۰/۱۰ |
| NGC Magazine   | ۸۹/۱۰۰ |

به محض انتشار در گیم کیوب، رزیدنت اویل مورد تحسین منتقدان قرار گرفت. مت کاساماسینا، منتقد IGN بر این عقیده بود که این بازی "یک پیروزی در جایگاه یک (بازی) ماجراجویی مستقل و یک دستاورد بزرگ به عنوان یک بازسازی است" واز آن با عنوان "زیباترین، با بهترین اتمسفر و همه جانبه‌ترین بازی ای که تا به حال بازی کرده‌ایم." یاد کرد. به همین شکل شین ساترفیلد، منتقد گیم اسپات، بازسازی را «یک بازی شگفت‌انگیز که به وضوح بهترین بازی این سری است» توصیف کرد. این در حالی بود که مجله اِج خاطرنشان کرد که گیم‌پلی سخت بازی و خلاقیت‌های هنری بازی باعث افزایش تنش و اضطراب نسبت به بازی اصلی می‌شوند.
این بازی به دلیل گرافیکش بسیار مورد تحسین قرار گرفت. گیم اسپات توجه به جزئیات، مقدار واقع گرایانه خون و خون ریزی، مه غلیظ و ادغام نور و سایه‌ها به شکل لحظه ای با پس زمینه‌های از پیش پردازش شده به عنوان نکات مثبت برشمرد و اظهار کرد که کپکام «بالاخره هنر ترکیب مناظر از پیش پردازش شده با انیمیشن‌های محیط و اشیاء چند ضلعی را به کمال رسانده‌است. نتیجه از نظر بصری تاثیرگذارترین بازی ویدیویی ای است که تا به حال منتشر شده‌است.» IGN بر هندسه پیچیده مدل‌های شخصیت تأکید کرد و اظهار داشت که «عکس‌های نزدیک از کریس یا جیل تقریباً واقعی به نظر می‌رسند.» جس بیکهام در مجله NGC خاطرنشان کرد که برخلاف نسخه اصلی رزیدنت اویل تضادی بین مدل‌ها شخصیت‌های بازی و پس‌زمینه دیده نمی‌شود. او همچنین خاطرنشان کرد که بازی «از نظر بصری آنقدر غنی است که دیدن منطقه بعدی تجربه ای است که برای آن ارزش واقع شد.»
فضای پرتعلیق و سینمایی بازی مورد تحسین قرار گرفت و گیم‌رولوشن تا آنجا پیش رفت که گفت که این بازی باعث می‌شود که رزیدنت اویل اصلی شبیه به بازی پونگ به نظر برسد. رزیدنت اویل همچنین به دلیل صدای‌های واقعی گرایانه اش مورد تحسین قرار گرفت. اسکات آلن ماریوت، منتقد AllGame بر این عقیده بود که بازی "حس دائمی ترس را بدون تکیه زیاد بر ترس‌های آنی ایجاد می‌کند"، در حالی که GameSpot کیفیت و تنوع جلوه‌های صوتی را برجسته و اشاره کرد که "به نظر می‌رسد ده‌ها صدا تنها برای صدای قدم‌های پا وجود دارد. با این حال به نظر برخی از نشریات، صداگذاری به دلیل ارائه اغراق‌آمیز آن ضعیف بود.
اگرچه مکانیزم‌های کنترلی محدود کننده و مدیریت موجودی بازی مورد انتقاد قرار گرفت، تغییرات در بسیاری از جنبه‌های گیم‌پلی به‌طور مثبت تحویل گرفته شد. مایک ویگاد از گیم‌پرو نوشت: «مثل بازی کردن رزیدنت اویل برای اولین بار است.» GameSpot اشاره کرد که سلاح‌های دفاعی لایه جدیدی از استراتژی را به بازی اضافه می‌کنند. با این حال، کنترل‌ها به دلیل عدم دقت آنالوگ‌ها، ویژگی ای که قبلاً در نسخه نینتندو ۶۴ رزیدنت اویل ۲ در دسترس بود، مورد انتقاد قرار گرفتند. هکتور گوزمان از گیم‌اسپای از این مورد انتقاد کرد که مکانیزم حرکت تانکی «پر زحمت» بازی اصلی، که به موجب آن آنالوگ شخصیت بازیکن را در جهتی که رو به روی اوست حرکت می‌داد، تغییر نکرده‌است و اظهار داشت که وقتی بازیکنان سعی می‌کنند از هیولاها فرار کنند، می‌تواند مشکلات غیرضروری ایجاد کند. IGN انتقادی مشابه را مطرح کرد اما طرح‌های کنترل جایگزین بازی را به عنوان یک مورد اضافه شده مطبوع به حساب آورد.
ویراستاران گیم اسپات رزیدنت اویل را بهترین بازی ویدیویی آوریل ۲۰۰۲ نامیدند. در جوایز بهترین و بدترین سال ۲۰۰۲ گیم اپات، رزیدنت اویل نامزد بهترین داستان در یک بازی گیم کیوب، بهترین گرافیک (فنی) در گیم کیوب و بهترین بازی اکشن ماجراجویی در گیم کیوب شد. تا ژانویه ۲۰۰۴، ۴۴۵۱۷۶ نسخه از این بازی در ایالات متحده فروخته شده بود. در ماه مه ۲۰۰۸، کپکام فاش کرد که در مجموع ۱٫۳۵ میلیون نسخه از بازی فروخته شده‌است.

### میراث
از رزیدنت اویل اغلب به عنوان یکی از بزرگترین و از نظر بصری چشمگیرترین بازی‌های مجموعه رزیدنت اویل یاد می‌شود. به گفته IGN گرافیک بازی «به استاندارد جدیدی تبدیل شد که تمام قسمت‌های بعدی این سری با آن مقایسه می‌شوند.» نویسنده دیجیتال اسپای، لیام مارتین، خاطرنشان کرد که بازی «نسخه کامل یک (بازی) کلاسیک واقعی» است و این که تقریباً ۱۳ سال پس از انتشار آن هنوز «فوق العاده» به نظر می‌رسد. اگرچه بازی مورد تحسین منتقدان قرار گرفت، اما فروش آن بدتر از حد انتظار بود. در نتیجه، میکامی و کپکام تصمیم گرفتند که بازی‌های بعدی در سری رزیدنت اویل از ژانر ترس و بقا فاصله بگیرند و عناصر بیشتری مبتنی بر اکشن را در خود جای دهند. این مورد با رزیدنت اویل ۴ در سال ۲۰۰۵ شروع شد. قبل از وقوع این اتفاق، کپکام رزیدنت اویل صفر، یک پیش‌درآمد مستقیم با استفاده از موتور گرافیکی مشابه، را توسعه داد و در اواخر سال ۲۰۰۲ منتشر کرد.

## انتشار دوباره و ریمستر

### نسخه Wii
در دسامبر ۲۰۰۸، رزیدنت اویل همراه با رزیدنت اویل صفر برای جانشین گیم کیوب، Wii، منتشر شد. نسخه آرشیوهای رزیدنت اویل:رزیدنت اویل، دارای یک سیستم کنترل است که هم از کنترلر گیم کیوب و ریموت Wii پشتیبانی می‌کند. اگرچه کپکام در ابتدا هیچ برنامه‌ای برای انتشار نسخه Wii در خارج از ژاپن نداشت، با این استدلال که این بازی فروش خوبی نخواهد داشت، این بازی در نهایت در ژوئن ۲۰۰۹ در آمریکای شمالی و اروپا به دلیل موفقیت تجاری رزیدنت اویل ۵ منتشر شد. نسخه Wii عموماً نقدهای مطلوبی از منتقدان دریافت کرد، اما برخی از نشریات آن را به دلیل کنترل‌های قدیمی، فقدان ویژگی‌های جدید و عدم پشتیبانی از پهن پرده مورد انتقاد قرار دادند.

### ریمستر HD
یک نسخه با کیفیت بالا (HD)، ریمستر HD رزیدنت اویل، برای پلی استیشن ۳، پلی استیشن ۴، ویندوز، ایکس باکس ۳۶۰ و ایکس باکس وان در ژانویه ۲۰۱۵ منتشر شد. نسخه HD از صدای فراگیر ۵٫۱، وضوح 1080p و نسبت صفحه عریض ۱۶:۹ پشتیبانی می‌کند. اگرچه پس‌زمینه‌های پیش پردازش شده اصلی دارای قالب ۴:۳ هستند، توسعه‌دهندگان تصمیم گرفتند که آنها را در ۱۶:۹ مجدداً پردازش نکنند، چرا که به بازیکنان اجازه می‌دهد بیشتر از آنچه در نظر گرفته شده‌است محیط را ببینند و حس غوطه‌ور شدن در بازی و احساس خطر را کاهش می‌دهد. در نتیجه توسعه‌دهندگان برای آن که حرکت شخصیت بازیکن متناسب با نسبت تصویر عریض نسخه ریمستر باشد نَوَرد عمودی را به پس‌زمینه‌ها اضافه کردند. یک طرح کنترلی جدید نیز گنجانده شده بود، که به بازیکنان اجازه می‌داد شخصیت خود را در جهت آنالوگ دسته بازی حرکت دهند.
| تجمیع کننده | امتیاز                                         |
| ----------- | ---------------------------------------------- |
| Metacritic  | PC: 82/100 PS4: 83/100 XONE: 82/100 NS: 80/100 |

| مجله / سایت    | امتیاز |
| -------------- | ------ |
| Eurogamer      | ۷/۱۰   |
| Game Informer  | ۹٫۵/۱۰ |
| GameRevolution | ۴/۵    |
| GameSpot       | ۷/۱۰   |
| IGN            | ۸٫۰/۱۰ |

نسخه ریمستر یک موفقیت تجاری بود و رکوردهای فروش را شکست. این بازی به بزرگترین بازی شبکه پلی استیشن و سریع‌ترین فروش بین بازی‌های دیجیتالی کپکام در سراسر آمریکای شمالی و اروپا تبدیل شد. کپکام اعلام کرد که نسخه ریمسترشده تا آوریل ۲۰۱۵ بیش از یک میلیون نسخه فروش داشته‌است. موفقیت تجاری آن منجر به اعلام کپکام برای (انتشار) نسخه ریمستر مشابه برای رزیدنت اویل صفر در سال ۲۰۱۵ شد. نظر منتقدان نسبت به ریمستر بیشتر مثبت بود. بسیاری از منتقدان خاطرنشان کردند که برخی از ویژگی‌ها مانند سیستم موجودی و اصرار بر بازدید مجدد از مناطقی که قبلاً کاوش شده‌اند، قدیمی نشده‌است. اما به‌طور کلی موافق بودند که نسخه ریمستر احیای کامل یک (بازی) کلاسیک بود. به نظر منتقدان طرح کنترل جدید نیز، به ویژه برای بازیکنان جدید، بصری تر و رضایت بخش تر بود. تا تاریخ ژوئن ۲۰۲۰، نسخه ریمستر ۲٫۸ میلیون نسخه در سراسر جهان در تمام پلتفرم‌ها فروخته‌است.